# Zůstaň se mnou (film)
Zůstaň se mnou (v anglickém originále If I Stay) je americký romantický dramatický film z roku 2014. Režie se ujal R. J. Cutler a scénáře Shauna Cross. Film je adaptací stejnojmenného románu od Gayle Forman. Hlavní role hrají Chloë Grace Moretz, Mireille Enos, Jamie Blackley, Joshua Leonard, Stacy Keach a Aisha Hinds. Film měl premiéru ve Spojených státech dne 22. srpna 2014 a 18. září 2014 v České republice.

## Obsazení
- Chloë Grace Moretz jako Mia Hall
- Jamie Blackley jako Adam Wilde
- Mireille Enos jako Kathleen „Kat“ Hall
- Joshua Leonard jako Dennis „Denny“ Hall
- Stacy Keach jako dědeček
- Aisha Hinds jako sestra Ramirezová
- Lauren Lee Smith jako Willow
- Liana Liberato jako Kim Schein
- Aliyah O'Brien jako EMT
- Jakob Davies jako Theodore „Teddy“ Hall

## Produkce
V prosinci roku 2014 bylo oznámeno, že studio Summit Entertainment získalo filmová práva na novelu Zůstaň se mnou a že se zvažují herečky Dakota Fanning, Chloë Moretz a Emily Browning do role hlavní role. K projektu byla jako režisérka připojena Catherine Hardwicke, nakonec byla nahrazena brazilským filmařem Heitorem Dhaliou, který projekt nakonec také opustil. V lednu roku 2013 bylo oznámeno, že hlavní roli získala Moretz a že film bude režírovat R. J. Cutler. Natáčení filmu bylo zahájeno ve Vancouveru dne 30. října.

## Přijetí

### Tržby
Film vydělal 50,4 milionů dolarů v Severní Americe a 28,4 milionů dolarů v ostatních oblastech, celkově tak vydělal 78,8 milionů dolarů po celém světě. Rozpočet filmu činil 11 milionů dolarů. Za první víkend docílil třetí nejvyšší návštěvnosti, kdy vydělal 15,6 milionů dolarů. Na prvním místě se umístil film Strážci galaxie (s výdělkem 17,2 milionů dolarů) a film Želvy Ninja (s výdělkem 16,7 milionů dolarů).

### Recenze
Na recenzní stránce Rotten Tomatoes získal ze 1222 započtených recenzí 35 procent. Na serveru Metacritic snímek získal z 36 recenzí 46 bodů ze sta. Na Česko-Slovenské filmové databázi si snímek ke 4. srpnu 2018 drží 67 procent.

### Ocenění a nominace
Film získal dvě nominace na cenu People's Choice Awards, a to v kategoriích nejlepší dramatický film a nejlepší ženský herecký výkon v dramatickém filmu pro Chloë Moretz. Nakonec cenu získala pouze Moretz. Dvě ceny si film odnesl z předávání cen Teen Choice Awards, a to v kategoriích nejlepší dramatický film a nejlepší ženský herecký výkon v dramatickém filmu pro Chloë Moretz.